# 盧本巴希
11°40′S 27°28′E / 11.667°S 27.467°E
盧本巴希（Lubumbashi），舊稱伊丽莎白維爾，是剛果民主共和國第二大城市，人口約179萬。是該國東南部的重心、上加丹加省（旧省：加丹加省）首府。也是舊日(1960-1963)莫伊茲·沖伯領導建立的加丹加共和國的首都。
盧本巴希在卢阿普拉河支流卡富布河左岸，位居沙巴高原南部，海拔1290米左右，附近有色和稀有金属矿藏丰富。盧本巴希屬热带草原气候，各月平均气温17～24℃，年降水量1240毫米，雨、旱季分明，降水97％集中于11月至翌年4月。
扎伊尔开发最早的矿区。1908年比利时殖民者设厂炼铜，1910年建为铜矿居民点。1942年设市。第二次世界大战后随矿业规模扩大而迅速发展。1950～1970年人口由 9.8万增至31.8万。现为全国最大矿业中心，郊区大量开采铜、钴、锌、锗、镉、鎳、鉭、鎢、煤、鑽、金等多种金属矿，并有大型铜、钴冶炼企业，素有“扎伊尔铜都”之称。
工业有水泥、食品、化学、车辆和机械修配、印刷、水电等部门。為扎伊尔南部运输枢纽。利卡西、科卢韦齐、基普希等地矿产品集运中心。
北与东、西开赛和基伍区有公路相通。铁路北达伊莱博、金杜后转扎伊尔河航道或经邻国通海。城郊有国际机场。沙巴区文化中心，有博物馆、美术研究院、师范学院和扎伊尔国立大学分校等。